# Сурякова, Ольга
Сурякова Ольга — российская пловчиха, чемпионка России (2007) и мира (2008) по фридайвингу.

## Достижения
- Чемпионат России по фридайвингу 2007 года (9-11 июня): 1 место в статике, 2-е место в динамике — апноэ без ласт — 100 м, 2-е место — с ластами.
- Чемпионка мира по фридайвингу на VI (командном) чемпионате мира (вместе с Натальей Молчановой и Натальей Авсеенко), Шарм-эш-Шейх, 31 августа — 12 сентября 2008 года.[1]